# Ubbe Ragnarsson
Ubbe Ragnarsson, Ubba o Hubba (m. 878) fue un caudillo escandinavo durante la Era vikinga. Ubbe Ragnarsson era uno de los hijos de Ragnar Lodbrok, quien junto a sus hermanos Halfdan e Ivar el Deshuesado, dirigió el gran ejército pagano.

## Biografía
En el año 878, una partida de vikingos llegó a Inglaterra en una incursión en la costa desde Combwich. Allí se dieron cuenta de que un número de sajones se habían refugiado en la fortificación de Cynwit. Los vikingos asediaron la fortaleza, esperando que los sajones se rindiesen rápido a falta de agua potable. En lugar de esperar a morir de sed en la cima de la colina, los sajones atacaron repentinamente al alba, tomando a los daneses por sorpresa y consiguiendo una gran victoria. Ubbe murió en manos de los sajones bajo el liderazgo de Odda de Devon en la batalla de Cynwit en Somerset. El nombre de la ciudad de Hubberston en Pembrokeshire (Gales) tiene su origen en el nombre del vikingo.
Poco más se conoce de Ubbe Ragnarsson. Toda la información sobre el líder vikingo procede principalmente de la crónica anglosajona.